# 國立東石高級中學
國立東石高級中學，簡稱東石高中又稱東高，位於嘉義縣朴子市。1926年成立時為農業學校，1968年因「省辦高中，縣市辦初中」政策，合併縣立東石中學之高中部，成為兼辦高中與職業類科的省立學校。
台糖鐵路朴子線早期曾穿越校內綜合大樓與操場之間，使東石高中曾經是全台唯一校內有鐵道穿越並有平交道的學校。1999年朴子線停止營運後，穿越校園的鐵道即改建為步道，平交道亦保留下來。2019年11月解決與台糖鐵路之問題，校友並捐贈一台台糖5分車車廂。

## 校史
- 1926年9月1日創校：校名為「臺南州立東石農業補習進修學校」，當時行政區為臺南州東石郡朴子街，以郡為名。
- 1946年1月：中華民國政府接收，改制為「臺南縣立東石初級農業職業學校」。
- 1950年10月：嘉義縣獨立設縣，改隸為「嘉義縣立東石初級農業職業學校」。
- 1955年9月：增辦高級部，改設完全職校，改制為「嘉義縣立東石農業職業學校」。
- 1968年7月：因應省辦高中政策，合併嘉義縣立東石中學高中部普通科，並因九年國教政策裁撤初級部，改制為「臺灣省立東石高級中學」。
- 1974年：設立機工科、電工科 、食品加工科。
- 1985年：設汽車修護科。
- 1987年：設延長教育班。
- 1995年：延教班改為實用技能班。
- 2000年2月：因應精省，改隸教育部，更名為「國立東石高級中學」。
- 2003年：在第八屆金龍旗高中棒球錦標賽中以黑馬之姿奪下季軍[2]，後被拍攝為台灣電影《天后之戰》[3]。
- 2004年：實用技能班改為進修學校。
- 2019年：在第七屆黑豹旗全國高中棒球大賽中以黑馬之姿首度闖進該賽事的四強[4]
- 2019年11月：楊校長完成鐵路土地劃分事宜並由校友捐贈一節台糖5分車車廂，讓校友及在校的學生回味當時台糖運糖的感覺。

## 科別
- 日間部
  - 普通科：12班（每年級4班）
  - 機械科：6班（每年級2班）
  - 電機科：6班（每年級2班）
  - 汽車科：3班（每年級1班）
  - 食品加工科：6班(每年級2班）
- 夜間部
  - 食品加工科：6班（棒球隊，每年級2班）

## 外部連結
- 國立東石高級中學網站（页面存档备份，存于）